# 桑干河

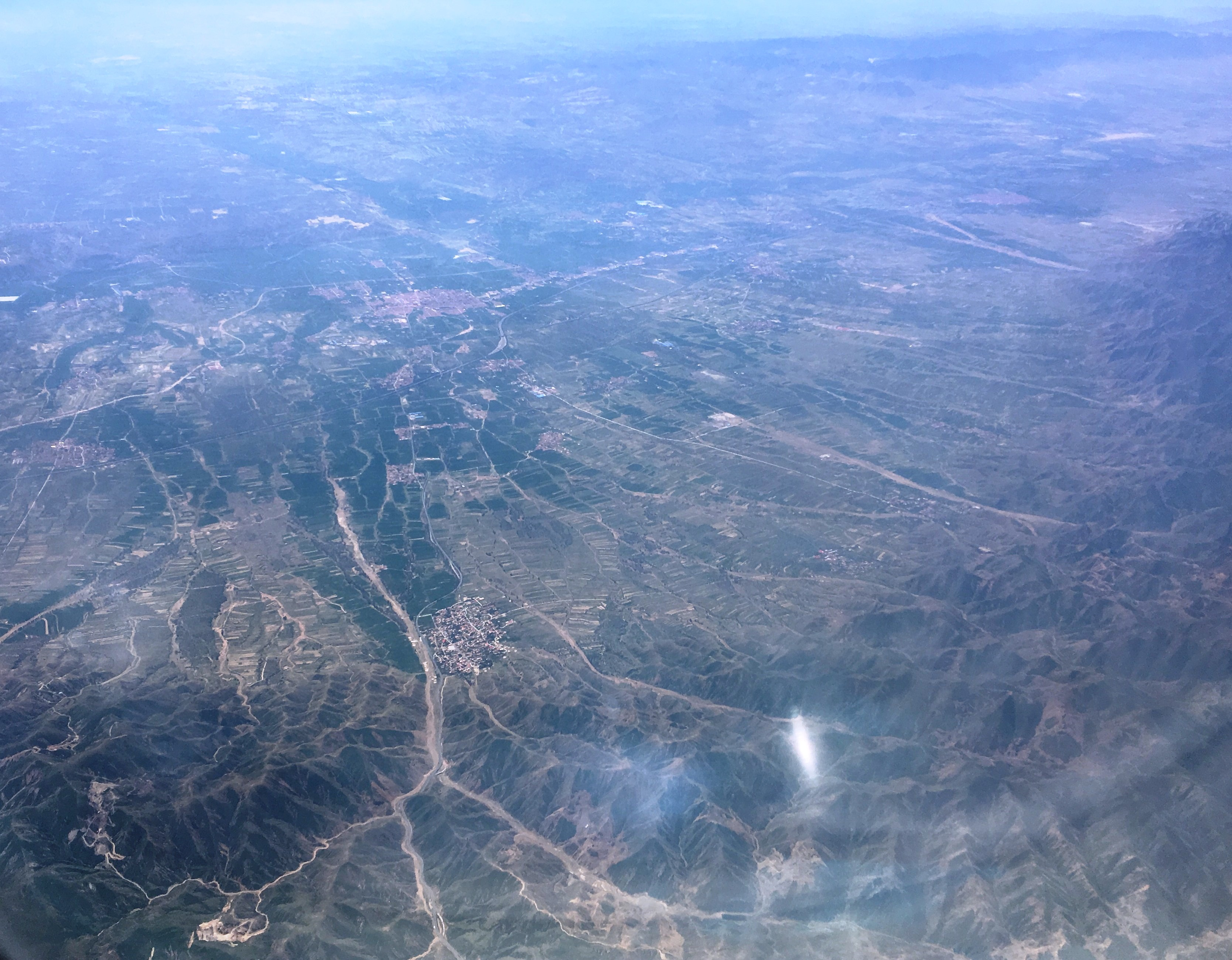
桑干河谷

桑乾河，古稱㶟水，为永定河的上游，位于河北省西北部和山西省北部。在河北省怀来县朱官屯与洋河交汇后称为“永定河”。永定河后经官厅水库、北京南部入海河。
桑干河长506公里，流域面积2.39万平方公里，河谷底部海拔約845米，主要支流有壶流河、御河、浑河、梨益溝 。干流建有册田水库。
著名作家丁玲1948年写成的小说《太阳照在桑干河上》即以此河畔的涿鹿县温泉屯1946年夏秋土改为原型。

## 干流
发源于山西省宁武县管涔山的恢河与发源于山西省左云县截口山的源子河，在山西省朔州市马邑镇会合后始称桑干河。流经朔州市、大同市，由大同市阳高县进入河北省境内阳原县。石匣里水文站1956-1979年实测，平均每年径流量6.942亿立方米，最大年径流量1959年15.26亿立方米，最小年径流量1975年2.12亿立方米，最大洪峰量1953年2700立方米／秒，最小洪峰量1975年0.03立方米／秒。历史洪水调查，1896年最大洪峰量4240立方米／秒。结冰期90-120天，最大河心冰厚1.2米。石匣里水文站实测，1956年后多年平均悬移质含沙量18.8公斤／立方米，最大含沙量33.6公斤／立方米，最大年输沙量4700万吨，故有“小黄河”之称。20世纪80年代开始，由于上游对水利资源的开发利用和水土保持工作的开展，境内桑干河流量逐年减少，汛期时有断流、干涸现象。桑干河第二淤灌区、富民灌区及沿岸扬水站点，每年提引水量0.15-0.18亿立方米。

## 支流
洋河
壶流河在阳原县化稍营镇小渡口村西汇入桑干河。
水磨沟河，又称油房沟河。发源于深井镇草沟村南，在栗家湾村东南入桑干河。流长10千米。流域面积14平方千米，是宣化县境内桑干河支流中唯一常年河；
黑水沟河，发源于王家湾乡东南，向北流经常嘴、天桥湾、傅家堡、杨家沟等村，在胡家村西人桑干河。上游称天桥河，中游称傅家堡河，下游称黑水沟河。流长15千米，流域面积50平方千米

## 历史
地质史上，250-300万年在大同-阳原盆地形成“古泥河湾湖”（也称“大同古湖”），面积极盛时为10000平方千米。
桑干河战国时称浴水，两汉、北魏时为治水、灅水，隋时名桑干水，唐称桑干河至今。